# نور أباد (حومة لنجة)
نور أباد (بالفارسية: نورآباد) هي قرية تقع في إيران في مهران. يقدر عدد سكانها بـ 100 نسمة.